# 오토콜리메이터

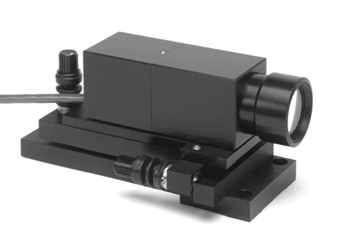
T100 오토콜리메이터

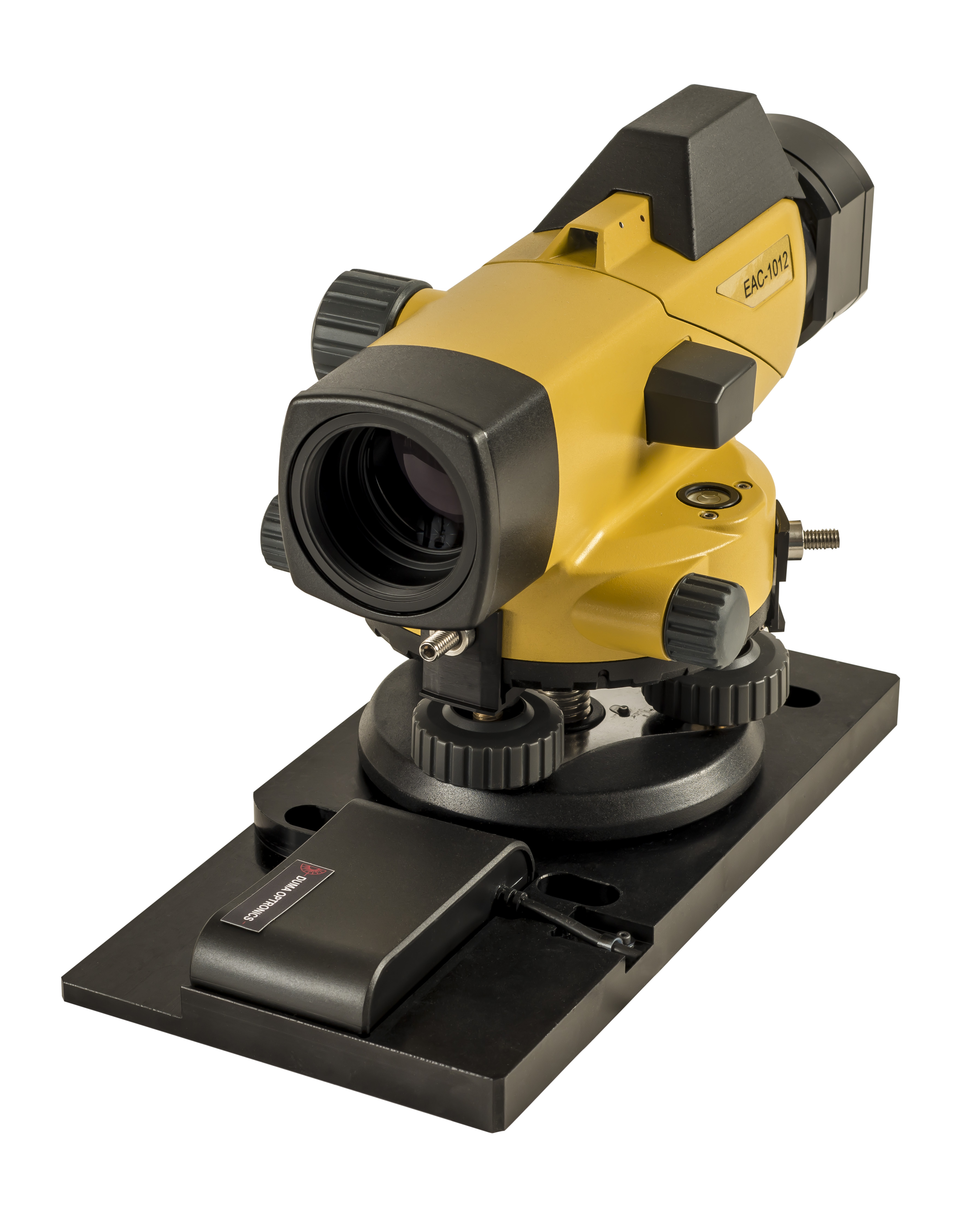
EAC-1012

오토콜리메이터(Autocollimator)는 각(angle)의 비접촉 측정을 위한 광학 장비이다. 보통 광/기계 시스템의 굴절을 측정하고 부품을 정렬하기 위해 사용된다. 오토콜리메이터는 대상 거울에 상(image)을 투사하고 이후 반환되는 상의 굴절을 전기적 감지기의 수단을 통해서나 시각적인 수단을 통해 측정함으로써 동작한다. 시각 방식의 오토콜리메이터는 1아크초의 각(4.85마이크로라디안)만큼 측정이 가능하며 전기적 오토콜리메이터는 최대 100배 더 많은 해상력을 가질 수 있다.

## 같이 보기
- 시준기

## 참고 문헌
- Lowell, Tom. “Small Angles and Autocollimators”. Vermont Photonics. 2022년 6월 28일에 원본 문서에서 보존된 문서. 2006년 5월 7일에 확인함.
- Morel, Jerrat. “Principles of Operation”. Micro-Radian Instruments. 2007년 5월 7일에 원본 문서에서 보존된 문서. 2007년 5월 14일에 확인함.
- Aharon, Oren. “Metrology system for inter-alignment of lasers, telescopes, and mechanical datum”. Duma Optronics. 2015년 10월 12일에 확인함.
- Aharon, Oren. “Telescopic Analyzing System Tests Laser Collimation and Propagation”. Duma Optronics. 2017년 6월 5일에 원본 문서에서 보존된 문서. 2017년 6월 5일에 확인함.
- Aharon, Oren. “Laser Autocollimator and Bore Sighting”. Duma Optronics. 2014년 7월 24일에 원본 문서에서 보존된 문서. 2014년 7월 21일에 확인함.
- O. Aharon and I. Vishnia (2021). “The Hybrid Autocollimator”. 《Photonicsviews》 (Photonics Views) 18: 60–63. doi:10.1002/phvs.202100001. S2CID 234030641. 2021년 2월 23일에 확인함.